# Troy Bruins
Die Troy Bruins waren ein US-amerikanisches Eishockeyfranchise der International Hockey League in Troy, Ohio. Die Spielstätte der Troy Bruins war die Hobart Arena.

## Geschichte
Die Troy Bruins wurden im Jahr 1951 gegründet und spielten fortan in der International Hockey League. Der erste Trainer der Bruins war Norm McAtee, der den Verein bis 1955 betreute. Er konnte mit dem Verein nie die Play-offs erreichen und wurde 1955 durch Nellie Podolski ersetzt. Er konnte mit seiner Mannschaft in der Saison 1958/59 erstmals die Endrunde erreichen, wo man allerdings in der ersten Runde ausschied. Im Sommer 1959 wurde der Klub aufgelöst.
In der Saison 2008/09 trugen die Dayton Bombers aus der ECHL extra angefertigte Troy-Bruins-Trikots. Diese wurden in sechs Partien in der Hobart Arena getragen. Anschließend wurden sie zu einem guten Zweck versteigert.

## Saisonstatistik
Abkürzungen: GP = Spiele, W = Siege, L = Niederlagen, T = Unentschieden, OTL = Niederlagen nach Overtime SOL = Niederlagen nach Shootout, Pts = Punkte, GF = Erzielte Tore, GA = Gegentore, PIM = Strafminuten
| Saison  | GP | W  | L  | T | OTL | SOL | Pts | Platz   | Playoffs                   |
| ------- | -- | -- | -- | - | --- | --- | --- | ------- | -------------------------- |
| 1951/52 | 48 | 23 | 19 | 6 | —   | —   | 52  | 3., IHL |                            |
| 1952/53 | 60 | 34 | 21 | 5 | —   | —   | 73  | 2., IHL |                            |
| 1953/54 | 64 | 31 | 32 | 1 | —   | —   | 63  | 6., IHL |                            |
| 1954/55 | 60 | 31 | 27 | 2 | —   | —   | 64  | 6., IHL |                            |
| 1955/56 | 60 | 39 | 20 | 1 | —   | —   | 79  | 2., IHL |                            |
| 1956/57 | 60 | 15 | 41 | 4 | —   | —   | 34  | 6., IHL |                            |
| 1957/58 | 64 | 20 | 38 | 6 | —   | —   | 46  | 6., IHL |                            |
| 1958/59 | 60 | 30 | 28 | 2 | —   | —   | 62  | 3., IHL | Niederlage in der 1. Runde |